# Sussi
Sussi es una película chilena de 1987, dirigida por Gonzalo Justiniano. Además posteriormente en TVN se hizo una serie, Las historias de Sussi (1998) basada en la película y protagonizada por Andrea Molina.

## Sinopsis
Azucena González González, más conocida como Sussi, es una muchacha de provincia que llega a Santiago en busca de empleo. En la pensión a la que llega viven 4 personas, un periodista exonerado por los militares, su esposa Laura (Myriam Palacios), una exbailarina de cabaret llamada Malú (María Corbinos) y un muchacho misterioso (Bastián Bodenhöfer).
Laura, la dueña de la pensión le consigue trabajo en un hospital. Sussi está contenta con su nuevo empleo, ya que reconoce que siempre había soñado con trabajar en un gran hospital. En su primer día de trabajo, Sussi llama la atención de un joven médico (Cristian Campos), quien no pierde tiempo en hablarle e invitarla a salir cualquier otro día. Sussi queda deslumbrada por él.
Por la noche Sussi le cuenta a Laura de su primer día de trabajo, pero sobre todo le habla de lo maravilloso que le había parecido el médico. Laura se siente contenta pero le advierte que tenga cuidado con los hombres. Luego, en su habitación anota todo lo que le sucedió en su diario de vida.
Al día siguiente, Sussi se encuentra con el médico quien la convoca a su oficina con la excusa de que lo ayude con el orden. En ese momento, Sussi le señala la hora en que sale del trabajo y él la invita a cenar y luego al cine. Todo transcurre bien, hasta  que el jefe de Sussi, un viejo enfermero, la conduce a la bodega y tratando de aprovechar su cargo, intenta aprovecharse de Sussi, la que lo rechaza golpeándolo y sale llorando. En los pasillos del hospital se cruza con el doctor que le pregunta que le sucede, a lo que Sussi, le contesta qué nada, él pregunta si aún está en pie la invitación, a lo que ella responde que mejor lo dejen para otro día. Sussi no volvería más al hospital.
En la pensión, Malú le plantea a Sussi que ella le va a conseguir un nuevo trabajo en el ambiente artístico, por lo que se dispone a enseñarle a bailar.
El muchacho misterioso paulatinamente va conquistándola, a pesar de que Sussi no sabe nada de él, porque está metido en asuntos políticos. Finalmente, luego de un paseo por un conocido parque de entretenciones de Santiago, ellos tienen su noche de romance.
Días después Sussi se presenta en el cabaret donde le habían conseguido trabajo. Ahí conoce un mundo nuevo y duro. Su situación se ve favorecida cuando le anuncian a las bailarinas que se va a realizar un casting para una empresa de publicidad, sus atributos la hacen ganar un contrato. El dueño de la empresa (Jaime Celedón), seduce a Sussi, la que comprende lo ventajoso de tener un romance con alguien tan influyente.
Sussi, finalmente se transforma en símbolo de una campaña de gobierno, un estereotipo de la mujer chilena, en medio de una gira descubre que está embarazada y es obligada a abortar, en el delirio de la fiebre, alucina que su enamorado llega a rescatarla.